# Mount Fazio
Mount Fazio ist ein unvereister und 2670 m hoher Berg im ostantarktischen Viktorialand. Er markiert das südwestliche Ende der Tobin Mesa in der Mesa Range.
Der United States Geological Survey kartierte ihn anhand eigener Vermessungen und Luftaufnahmen der United States Navy aus den Jahren zwischen 1960 und 1964. Das Advisory Committee on Antarctic Names benannte ihn 1969 nach William Z. Fazio, Besatzungsmitglied in Hubschraubern bei den Kampagnen der Operation Deep Freeze der Jahre 1966, 1967 und 1968.